# Brandcell
Brandcell utgörs av ett avgränsat utrymme i en byggnad som skall tåla en brand under en viss tid. Gränserna för brandcellen är utrymmets väggar, tak och golv. Syftet med brandceller är att förhindra spridning av brand och brandfarliga gaser. Hur länge en brandcell ska stå emot en brand beror på vad det är för byggnadstyp. För bostäder är kravet att det ska kunna brinna i minst 60 minuter innan en brand sprider sig från en bostad till nästa.